# Cheiridopsis ponderosa
Cheiridopsis ponderosa är en isörtsväxtart som beskrevs av Steven A. Hammer. Cheiridopsis ponderosa ingår i släktet Cheiridopsis och familjen isörtsväxter. Inga underarter finns listade i Catalogue of Life.